# Aeroportul Sittwe
Aeroportul Sittwe (IATA: AKY, ICAO: VYSW) este un aeroport din Sittwe Township⁠(d), Sittwe District⁠(d), Rakhine State⁠(d), Myanmar.
Situat la o altitudine de 8 m, aeroportul dispune de o singură pistă.